# Europese kampioenschappen beachvolleybal 2018 (vrouwen)
Het vrouwentoernooi tijdens de Europese kampioenschappen beachvolleybal 2018 werd van 17 tot en met 22 juli gehouden in Nederland. Het Nederlandse duo Sanne Keizer en Madelein Meppelink won de titel door in de finale het Zwitserse duo Nina Betschart en Tanja Hüberli in twee sets te verslaan. Het brons ging naar het Tsjechische duo Barbora Hermannová en Markéta Sluková dat de troostfinale won van het Spaanse duo Liliana Fernández Steiner en Elsa Baquerizo Macmillan nadat zij moesten opgeven door een blessure.

## Groepsfase
|  | Direct naar laatste 16 |
|  | Naar tussenronde       |

### Groep A
| # | Ploeg                 | Punten | Wedstrijden | Wedstrijden | Spelpunten | Spelpunten | Spelpunten | Sets | Sets | Sets  |
| # | Ploeg                 | Punten | W           | V           | W          | V          | Ratio      | W    | V    | Ratio |
| - | --------------------- | ------ | ----------- | ----------- | ---------- | ---------- | ---------- | ---- | ---- | ----- |
| 1 | Liliana / Elsa        | 5      | 2           | 1           | 122        | 97         | 1,258      | 4    | 2    | 2,000 |
| 2 | Menegatti / Giombini  | 5      | 2           | 1           | 86         | 87         | 0,989      | 4    | 3    | 1,333 |
| 3 | Laboureur / Sude      | 5      | 2           | 1           | 87         | 92         | 0,946      | 5    | 2    | 2,500 |
| 4 | Kołosińska / Kociolek | 1      | 0           | 3           | 23         | 126        | 0,183      | 0    | 6    | 0,000 |

| Datum   |                       | Score |                       | Set 1                | Set 2                | Set 3                |
| ------- | --------------------- | ----- | --------------------- | -------------------- | -------------------- | -------------------- |
| 17 juli | Laboureur / Sude      | 1 – 2 | Menegatti / Giombini  | 18 – 21              | 21 – 18              | 6 – 15               |
| 17 juli | Kołosińska / Kociolek | –     | Liliana / Elsa        | Opgave door blessure | Opgave door blessure | Opgave door blessure |
| 17 juli | Laboureur / Sude      | 2 – 0 | Liliana / Elsa        | 21 – 19              | 21 – 19              |                      |
| 17 juli | Kołosińska / Kociolek | –     | Menegatti / Giombini  | Niet gespeeld        | Niet gespeeld        | Niet gespeeld        |
| 18 juli | Laboureur / Sude      | –     | Kołosińska / Kociolek | Niet gespeeld        | Niet gespeeld        | Niet gespeeld        |
| 18 juli | Liliana / Elsa        | 2 – 0 | Menegatti / Giombini  | 21 – 15              | 21 – 17              |                      |

### Groep B
| # | Ploeg                | Punten | Wedstrijden | Wedstrijden | Spelpunten | Spelpunten | Spelpunten | Sets | Sets | Sets  |
| # | Ploeg                | Punten | W           | V           | W          | V          | Ratio      | W    | V    | Ratio |
| - | -------------------- | ------ | ----------- | ----------- | ---------- | ---------- | ---------- | ---- | ---- | ----- |
| 1 | Keizer / Meppelink   | 5      | 2           | 1           | 138        | 117        | 1,179      | 5    | 2    | 2,500 |
| 2 | Hermannová / Sluková | 5      | 2           | 1           | 129        | 117        | 1,103      | 4    | 3    | 1,333 |
| 3 | Jupiter / Chamereau  | 4      | 1           | 2           | 134        | 152        | 0,882      | 3    | 5    | 0,600 |
| 4 | Strbova / Dubovcova  | 4      | 1           | 2           | 102        | 117        | 0,872      | 2    | 4    | 0,500 |

| Datum   |                      | Score |                     | Set 1   | Set 2   | Set 3   |
| ------- | -------------------- | ----- | ------------------- | ------- | ------- | ------- |
| 17 juli | Hermannová / Sluková | 2 – 1 | Jupiter / Chamereau | 20 – 22 | 21 – 15 | 15 – 10 |
| 17 juli | Keizer / Meppelink   | 2 – 0 | Strbova / Dubovcova | 21 – 18 | 21 – 14 |         |
| 18 juli | Hermannová / Sluková | 2 – 0 | Strbova / Dubovcova | 21 – 19 | 21 – 9  |         |
| 18 juli | Keizer / Meppelink   | 1 – 2 | Jupiter / Chamereau | 19 – 21 | 21 – 17 | 14 – 16 |
| 18 juli | Hermannová / Sluková | 0 – 2 | Keizer / Meppelink  | 15 – 21 | 16 – 21 |         |
| 18 juli | Strbova / Dubovcova  | 2 – 0 | Jupiter / Chamereau | 21 – 15 | 21 – 18 |         |

### Groep C
| # | Ploeg                     | Punten | Wedstrijden | Wedstrijden | Spelpunten | Spelpunten | Spelpunten | Sets | Sets | Sets  |
| # | Ploeg                     | Punten | W           | V           | W          | V          | Ratio      | W    | V    | Ratio |
| - | ------------------------- | ------ | ----------- | ----------- | ---------- | ---------- | ---------- | ---- | ---- | ----- |
| 1 | Sinnema / Bloem           | 6      | 3           | 0           | 127        | 91         | 1,396      | 6    | 0    | MAX   |
| 2 | Davidova / Sjtsjypkova    | 5      | 2           | 1           | 108        | 103        | 1,049      | 4    | 2    | 2,000 |
| 3 | Vergé-Dépré / Vergé-Dépré | 4      | 1           | 2           | 107        | 111        | 0,964      | 2    | 4    | 0,500 |
| 4 | Eiholzer / Steinemann     | 3      | 0           | 3           | 90         | 127        | 0,709      | 0    | 6    | 0,000 |

| Datum   |                           | Score |                        | Set 1   | Set 2   | Set 3 |
| ------- | ------------------------- | ----- | ---------------------- | ------- | ------- | ----- |
| 17 juli | Vergé-Dépré / Vergé-Dépré | 2 – 0 | Eiholzer / Steinemann  | 21 – 10 | 21 – 17 |       |
| 17 juli | Davidova / Sjtsjypkova    | 0 – 2 | Sinnema / Bloem        | 13 – 21 | 11 – 21 |       |
| 18 juli | Vergé-Dépré / Vergé-Dépré | 0 – 2 | Sinnema / Bloem        | 14 – 21 | 17 – 21 |       |
| 18 juli | Davidova / Sjtsjypkova    | 2 – 0 | Eiholzer / Steinemann  | 21 – 15 | 21 – 12 |       |
| 18 juli | Vergé-Dépré / Vergé-Dépré | 0 – 2 | Davidova / Sjtsjypkova | 16 – 21 | 18 – 21 |       |
| 18 juli | Sinnema / Bloem           | 2 – 0 | Eiholzer / Steinemann  | 22 – 20 | 21 – 16 |       |

### Groep D
| # | Ploeg                  | Punten | Wedstrijden | Wedstrijden | Spelpunten | Spelpunten | Spelpunten | Sets | Sets | Sets  |
| # | Ploeg                  | Punten | W           | V           | W          | V          | Ratio      | W    | V    | Ratio |
| - | ---------------------- | ------ | ----------- | ----------- | ---------- | ---------- | ---------- | ---- | ---- | ----- |
| 1 | Bieneck / Schneider    | 6      | 3           | 0           | 140        | 110        | 1,273      | 6    | 1    | 6,000 |
| 2 | Lahti / Parkkinen      | 4      | 1           | 2           | 125        | 126        | 0,992      | 3    | 4    | 0,750 |
| 3 | van Gestel / Wesselink | 4      | 1           | 2           | 117        | 135        | 0,867      | 2    | 5    | 0,400 |
| 4 | Kravčenoka / Graudina  | 4      | 1           | 2           | 121        | 132        | 0,917      | 3    | 4    | 0,750 |

| Datum   |                       | Score |                        | Set 1   | Set 2   | Set 3   |
| ------- | --------------------- | ----- | ---------------------- | ------- | ------- | ------- |
| 17 juli | Bieneck / Schneider   | 2 – 0 | van Gestel / Wesselink | 21 – 18 | 21 – 10 |         |
| 17 juli | Lahti / Parkkinen     | 2 – 0 | Kravčenoka / Graudina  | 21 – 18 | 21 – 11 |         |
| 18 juli | Bieneck / Schneider   | 2 – 1 | Kravčenoka / Graudina  | 23 – 21 | 18 – 21 | 15 – 8  |
| 18 juli | Lahti / Parkkinen     | 1 – 2 | van Gestel / Wesselink | 21 – 19 | 19 – 21 | 11 – 15 |
| 18 juli | Bieneck / Schneider   | 2 – 0 | Lahti / Parkkinen      | 21 – 17 | 21 – 15 |         |
| 18 juli | Kravčenoka / Graudina | 2 – 0 | van Gestel / Wesselink | 21 – 16 | 21 – 18 |         |

### Groep E
| # | Ploeg                         | Punten | Wedstrijden | Wedstrijden | Spelpunten | Spelpunten | Spelpunten | Sets | Sets | Sets  |
| # | Ploeg                         | Punten | W           | V           | W          | V          | Ratio      | W    | V    | Ratio |
| - | ----------------------------- | ------ | ----------- | ----------- | ---------- | ---------- | ---------- | ---- | ---- | ----- |
| 1 | Betschart / Hüberli           | 6      | 3           | 0           | 141        | 115        | 1,226      | 6    | 1    | 6,000 |
| 2 | Lobato / Amaranta             | 5      | 2           | 1           | 132        | 124        | 1,065      | 4    | 3    | 1,333 |
| 3 | Schützenhöfer / Plesiutschnig | 4      | 1           | 2           | 132        | 149        | 0,886      | 3    | 5    | 0,600 |
| 4 | Caluori / Gerson              | 3      | 0           | 3           | 135        | 152        | 0,888      | 2    | 6    | 0,333 |

| Datum   |                               | Score |                               | Set 1   | Set 2   | Set 3   |
| ------- | ----------------------------- | ----- | ----------------------------- | ------- | ------- | ------- |
| 17 juli | Betschart / Hüberli           | 2 – 0 | Lobato / Amaranta             | 21 – 15 | 21 – 19 |         |
| 17 juli | Schützenhöfer / Plesiutschnig | 2 – 1 | Caluori / Gerson              | 21 – 15 | 17 – 21 | 16 – 14 |
| 17 juli | Betschart / Hüberli           | 2 – 0 | Caluori / Gerson              | 21 – 19 | 21 – 15 |         |
| 17 juli | Schützenhöfer / Plesiutschnig | 0 – 2 | Lobato / Amaranta             | 16 – 21 | 15 – 21 |         |
| 18 juli | Betschart / Hüberli           | 2 – 1 | Schützenhöfer / Plesiutschnig | 21 – 23 | 21 – 16 | 15 – 8  |
| 18 juli | Caluori / Gerson              | 1 – 2 | Lobato / Amaranta             | 20 – 22 | 21 – 19 | 10 – 15 |

### Groep F
| # | Ploeg                      | Punten | Wedstrijden | Wedstrijden | Spelpunten | Spelpunten | Spelpunten | Sets | Sets | Sets  |
| # | Ploeg                      | Punten | W           | V           | W          | V          | Ratio      | W    | V    | Ratio |
| - | -------------------------- | ------ | ----------- | ----------- | ---------- | ---------- | ---------- | ---- | ---- | ----- |
| 1 | Lehtonen / Ahtiainen       | 6      | 3           | 0           | 144        | 131        | 1,099      | 6    | 2    | 3,000 |
| 2 | Kolocová / Kvapilová       | 5      | 2           | 1           | 136        | 99         | 1,374      | 5    | 2    | 2,500 |
| 3 | Gruszczyńska / Gromadowska | 4      | 1           | 2           | 123        | 150        | 0,820      | 3    | 5    | 0,600 |
| 4 | Dabizja / Abalakina        | 3      | 0           | 3           | 114        | 137        | 0,832      | 1    | 6    | 0,167 |

| Datum   |                      | Score |                            | Set 1   | Set 2   | Set 3   |
| ------- | -------------------- | ----- | -------------------------- | ------- | ------- | ------- |
| 17 juli | Kolocová / Kvapilová | 2 – 0 | Gruszczyńska / Gromadowska | 21 – 10 | 21 – 14 |         |
| 17 juli | Lehtonen / Ahtiainen | 2 – 0 | Dabizja / Abalakina        | 21 – 14 | 21 – 19 |         |
| 17 juli | Kolocová / Kvapilová | 2 – 0 | Dabizja / Abalakina        | 21 – 15 | 21 – 12 |         |
| 17 juli | Lehtonen / Ahtiainen | 2 – 1 | Gruszczyńska / Gromadowska | 21 – 15 | 18 – 21 | 15 – 10 |
| 18 juli | Kolocová / Kvapilová | 1 – 2 | Lehtonen / Ahtiainen       | 21 – 12 | 19 – 21 | 12 – 15 |
| 18 juli | Dabizja / Abalakina  | 1 – 2 | Gruszczyńska / Gromadowska | 18 – 21 | 21 – 15 | 15 – 17 |

### Groep G
| # | Ploeg               | Punten | Wedstrijden | Wedstrijden | Spelpunten | Spelpunten | Spelpunten | Sets | Sets | Sets  |
| # | Ploeg               | Punten | W           | V           | W          | V          | Ratio      | W    | V    | Ratio |
| - | ------------------- | ------ | ----------- | ----------- | ---------- | ---------- | ---------- | ---- | ---- | ----- |
| 1 | Behrens / Ittlinger | 5      | 2           | 1           | 133        | 124        | 1,073      | 4    | 3    | 1,333 |
| 2 | Borger / Kozuch     | 5      | 2           | 1           | 130        | 116        | 1,121      | 5    | 2    | 2,500 |
| 3 | Oekolova / Birlova  | 5      | 2           | 1           | 142        | 131        | 1,084      | 4    | 4    | 1,000 |
| 4 | Ulveseth / Lunde    | 3      | 0           | 3           | 119        | 153        | 0,778      | 2    | 6    | 0,333 |

| Datum   |                     | Score |                     | Set 1   | Set 2   | Set 3   |
| ------- | ------------------- | ----- | ------------------- | ------- | ------- | ------- |
| 17 juli | Borger / Kozuch     | 1 – 2 | Oekolova / Birlova  | 14 – 21 | 21 – 18 | 11 – 15 |
| 17 juli | Behrens / Ittlinger | 2 – 1 | Ulveseth / Lunde    | 21 – 14 | 20 – 22 | 15 – 13 |
| 17 juli | Borger / Kozuch     | 2 – 0 | Behrens / Ittlinger | 21 – 19 | 21 – 16 |         |
| 17 juli | Ulveseth / Lunde    | 1 – 2 | Oekolova / Birlova  | 9 – 21  | 21 – 19 | 13 – 15 |
| 18 juli | Borger / Kozuch     | 2 – 0 | Ulveseth / Lunde    | 21 – 15 | 21 – 12 |         |
| 18 juli | Behrens / Ittlinger | 2 – 0 | Oekolova / Birlova  | 21 – 19 | 21 – 14 |         |

### Groep H
| # | Ploeg                    | Punten | Wedstrijden | Wedstrijden | Spelpunten | Spelpunten | Spelpunten | Sets | Sets | Sets  |
| # | Ploeg                    | Punten | W           | V           | W          | V          | Ratio      | W    | V    | Ratio |
| - | ------------------------ | ------ | ----------- | ----------- | ---------- | ---------- | ---------- | ---- | ---- | ----- |
| 1 | Stubbe / van Iersel      | 6      | 3           | 0           | 126        | 102        | 1,235      | 6    | 0    | MAX   |
| 2 | Bonnerová / Nakladalova  | 5      | 2           | 1           | 133        | 127        | 1,047      | 4    | 3    | 1,333 |
| 3 | Cholomina / Makrogoezova | 4      | 1           | 2           | 122        | 114        | 1,070      | 3    | 4    | 0,750 |
| 4 | Botsjarova / Voronina    | 3      | 0           | 3           | 89         | 127        | 0,701      | 0    | 6    | 0,000 |

| Datum   |                          | Score |                          | Set 1   | Set 2   | Set 3   |
| ------- | ------------------------ | ----- | ------------------------ | ------- | ------- | ------- |
| 17 juli | Stubbe / van Iersel      | 2 – 0 | Bonnerová / Nakladalova  | 21 – 18 | 21 – 18 |         |
| 17 juli | Kholomina / Makrogoezova | 2 – 0 | Botsjarova / Voronina    | 21 – 8  | 21 – 10 |         |
| 18 juli | Stubbe / van Iersel      | 2 – 0 | Botsjarova / Voronina    | 21 – 17 | 21 – 17 |         |
| 18 juli | Kholomina / Makrogoezova | 1 – 2 | Bonnerová / Nakladalova  | 15 – 21 | 21 – 18 | 12 – 15 |
| 18 juli | Stubbe / van Iersel      | 2 – 0 | Kholomina / Makrogoezova | 21 – 18 | 21 – 14 |         |
| 18 juli | Botsjarova / Voronina    | 0 – 2 | Bonnerová / Nakladalova  | 20 – 22 | 17 – 21 |         |

## Knockoutfase

### Tussenronde
| Datum   | Wedstrijd | Team 1                  | Score | Team 2                        | Set 1   | Set 2   | Set 3   |
| ------- | --------- | ----------------------- | ----- | ----------------------------- | ------- | ------- | ------- |
| 19 juli | 1         | Bonnerová / Nakladalova | 2 – 1 | Schützenhöfer / Plesiutschnig | 23 – 21 | 18 – 21 | 15 – 11 |
| 19 juli | 2         | Lahti / Parkkinen       | 0 – 2 | Laboureur / Sude              | 22 – 24 | 20 – 22 |         |
| 19 juli | 3         | Borger / Kozuch         | 2 – 0 | van Gestel / Wesselink        | 27 – 25 | 21 – 15 |         |
| 19 juli | 4         | Davidova / Sjtsjypkova  | 2 – 0 | Gruszczyńska / Gromadowska    | 21 – 16 | 27 – 25 |         |
| 19 juli | 5         | Kolocová / Kvapilová    | 0 – 2 | Oekolova / Birlova            | 11 – 21 | 19 – 21 |         |
| 19 juli | 6         | Hermannová / Sluková    | 2 – 0 | Kholomina / Makrogoezova      | 21 – 17 | 36 – 34 |         |
| 19 juli | 7         | Lobato / Amaranta       | 2 – 0 | Jupiter / Chamereau           | 21 – 15 | 21 – 14 |         |
| 19 juli | 8         | Menegatti / Giombini    | 0 – 2 | Vergé-Dépré / Vergé-Dépré     | 16 – 21 | 18 – 21 |         |